# پل سزان
پُل سِزان (به فرانسوی: Paul Cézanne)، (۱۹ ژانویه ۱۸۳۹ – ۲۲ اکتبر ۱۹۰۶)، از تأثیرگذارترین نقاشان مدرن فرانسوی و همچنین یکی از برجسته‌ترین نقاشان پست‌امپرسیونیسم محسوب می‌شود. وی آثارش را در کنار آثار نقاشان امپرسیونیسم به نمایش می‌گذاشت.
سزان را بسیاری پدر هنر مدرن می‌نامند. نوآوری‌های او چه در شیوهٔ اجرای نقاشی‌ها و چه در سبک، بعد نمایی، ترکیب‌بندی و رنگ‌آمیزی آن‌ها بر هنر سدهٔ بیستم تأثیر شگرفی گذاشت. پیکاسو ترکیب‌بندی‌های سطوح او را به شیوهٔ کوبیسم گسترش داد و ماتیس متأثر از نوع رنگ‌آمیزی وی بود. از هر دو این نقاشان آمده‌است که «سزان پدر همهٔ ما است».
وی در همهٔ زندگی هنری‌اش کم‌سخن بود و از این‌رو همواره در جمع هنرمندان بیگانه به‌شمار می‌آمد از این رو وی در کهن‌سالی به شهرت رسید و مورد توجه قرار گرفت.

## زندگی هنری

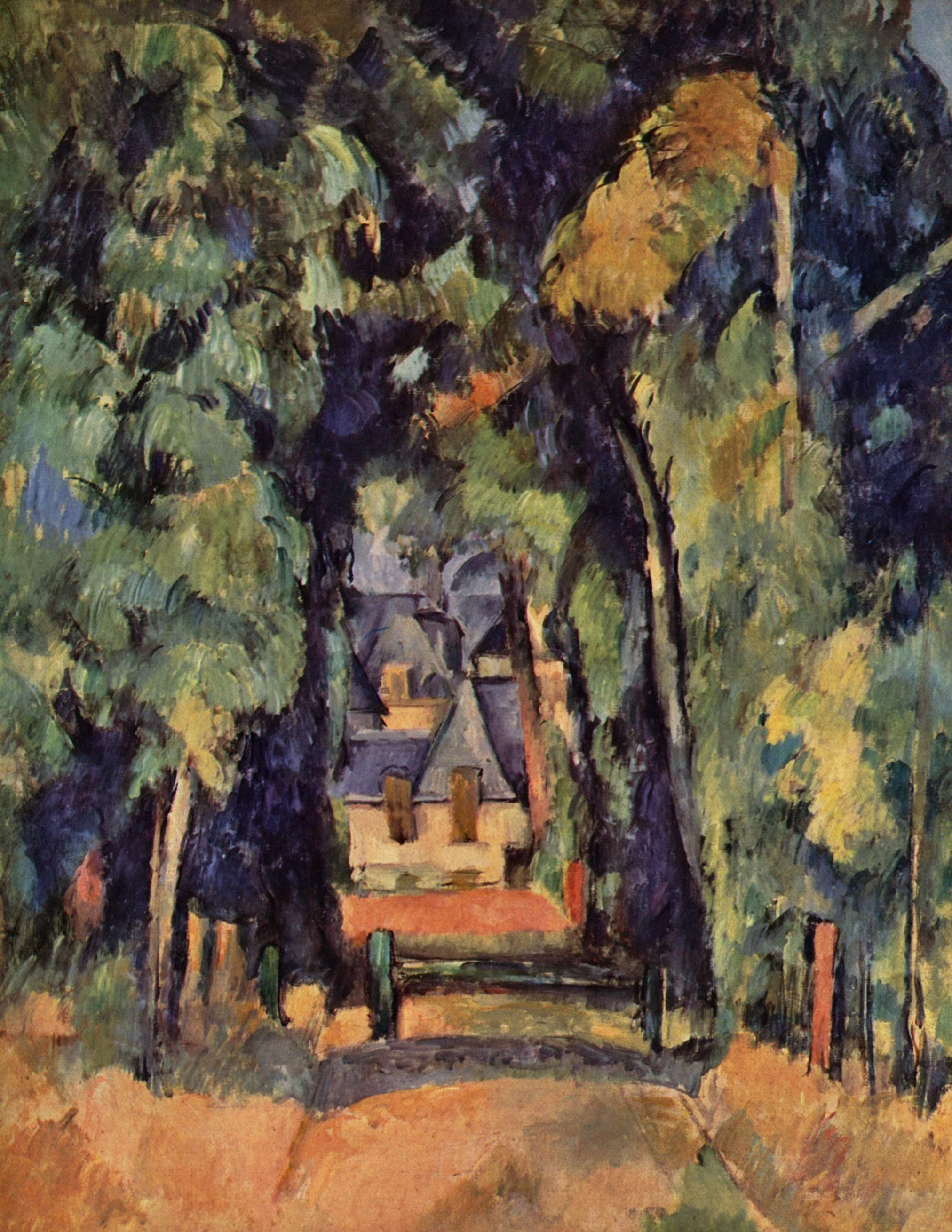
جاده‌ای در شان‌تی‌یی، ۱۸۸۸

پل سزان در نوزدهم ژانویه ۱۸۳۹ در شهر اکس‌آن‌پروانس در شمال باختری فرانسه زاده‌شد. پدرش لوئیس اگوستوس سزان بانک‌داری توان‌گر بود که هزینه‌های زندگی پسر هنرمندش را می‌پرداخت و پس از مرگ مرده‌ریگی به‌سزا (400000 فرانک) برای او به جای گذارد. مادرش آن الیزابت اونورین اوبرت زنی بود دل‌زنده و بسیار نازک‌دل و رنجور. نشان دید و انگاشت زندگی پل از او نشأت گرفت. پل و دو خواهر کوچک‌ترش مری و رز روزگار کودکی آرامی داشتند. در ده سالگی به دبستان شبانه‌روزی سنت جوزف در آیکس رفت و تحت تأثیر یک راهب اسپانیایی به‌نام جوزف گیلبرت قرار گرفت. در ۱۸۵۲ به دبیرستان بوریون به تحصیل ادامه داد.
پل سزان که در نوجوانی درشت‌اندام و نیرومند بود از دوست کوچک و تکیدهٔ خود امیل زولا، در کشمکش‌هایش با بچه‌محل‌ها که او را به ریش‌خند می‌زدند پشتیبانی می‌کرد. زولا سال‌ها پس از آن چنین از سزان یاد می‌کرد «ما که از دید روانی در دو سوی رویاروی هم بودیم برای همیشه باهم یکی شدیم و برای هم پیوندی‌هایی رازگون، که همان آشفته‌سری ناآشکار هردوی ما بود برای رسیدن به فرازمندی، به هم گراییدیم. هشیاری برتر ما در تراز با آن ناکسان کودن بی‌سروپا که با دیوخویی کتکمان می‌زدند بیدار می‌شد».
در سال‌های ۱۸۶۱–۱۸۵۹ سزان با سرنهادن به خواست پدر در دانشکده حقوق دانشگاه اکس‌مارسی به تحصیل پرداخت و در همان هنگام آموختن طراحی را دنبال کرد. در ۱۸۶۱ پس از گفتگویی ناخوشایند با پدرش که بر آن بود تا او را از رفتن به پاریس برای آموختن نگارگری بازدارد رهسپار پاریس شد اما آشنایی با کارهای نوآورانی چون اوژن دولاکروا، گوستاو کوربه او را دلسرد کرد.

### چرخهٔ تاریک یا دل‌وایانه ۱۸۷۰–۱۸۶۲

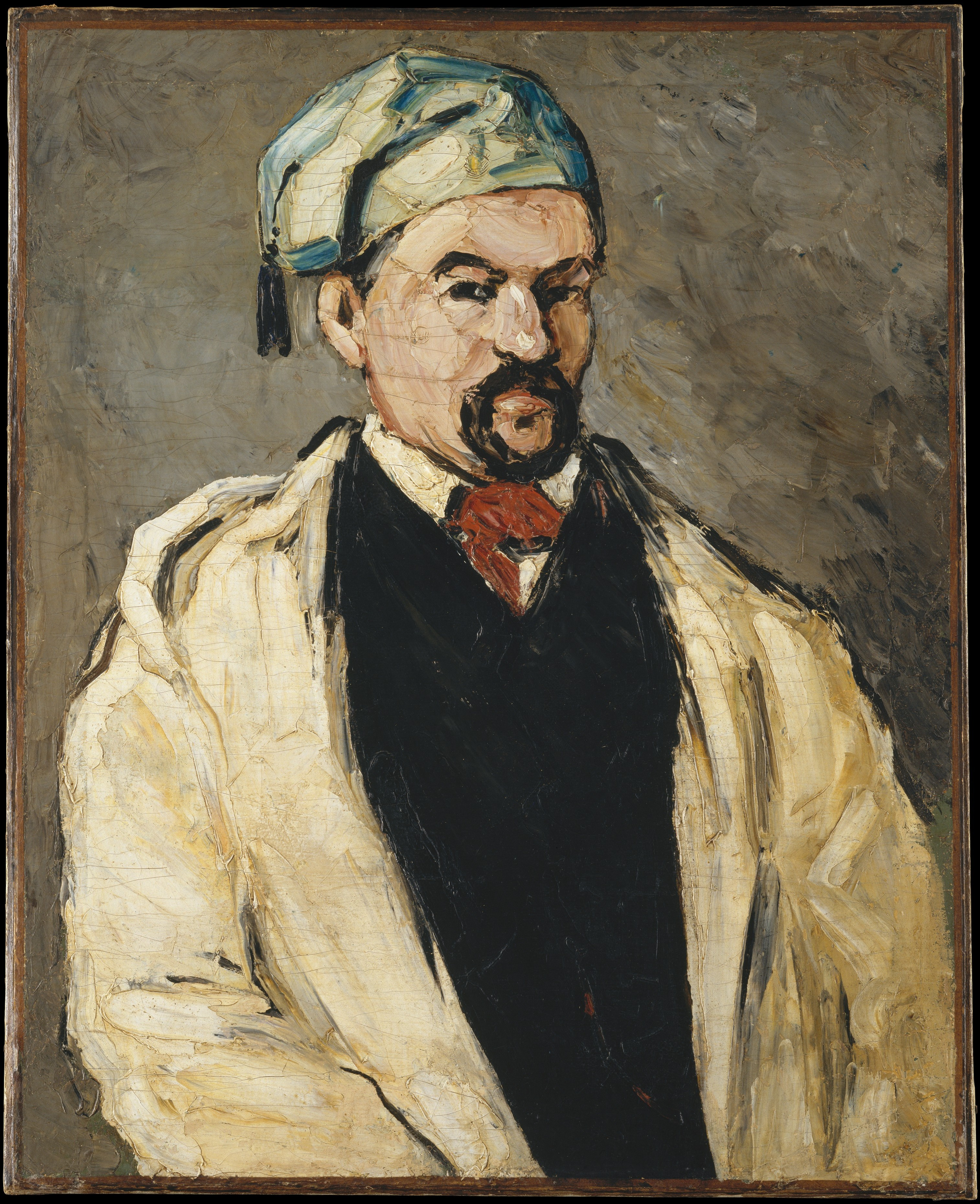
چهره‌نگار عمو دومینیگ ۱۸۶۷–۱۸۶۵

هنر سزان، که او خود آن را «گستاخانه» می‌خواند، به‌کار تجربه‌های آثارش نخستینش آمد. تجربه‌هایی از کشتار و دریده‌گری و پتیارگی. به گفتهٔ تاریخ‌دان هنری فرانسوی ژان- کلود لبنستین «سزان جوان می‌خواست که مخاطبانش را به جیغ کشیدن وادارد. او ددمنشانه همهٔ دوست‌داشتنی‌ها را در هم می‌شکست» و از این رو بود که از نهادهای نقاشی‌هایی چون هنر اروتیک تیسین و گویا پیروی می‌کرد.
کارهای نخست سزان در این چرخه، کارهایی تیره و با چیدگی‌هایی از رنگ‌هایی سنگین، نشان از نگرانی و ناآرامی نگارگری جوان را می‌دهند. بیشتر این کارها که گاه با کاردک کار شده‌اند چهره‌نگاری و اندام‌نگاری پنداری و هر از گاه طبیعت بی‌جان بودند. چهره‌نگاری او از میان بستگانش یا خودنگاره بودند. کارهای اندام نگاری پنداری او بیشتر اروتیک و تندخویانه با رنگ آمیزیی بی پروایند و نماد از دلبستگی او به دلاکروا می‌دهند؛ و این پیداتر ست در باز نگاره‌های او از کارهای دلاکروا. هرچند این کارها پختگی شیوهٔ دلاکروا را ندارند. به هر روی سزان آسیمه‌سر و آشفته بسیاری از پرده‌های خویش در این چرخه را پاره و نابود کرد و دیگر آنکه نتوانست بیش از شش ماه در پاریس تاب آورد و افسرده دل به خانهٔ پدر بازگشت. هر چند پس از یکسال زندگی با پدر دوباره هوای نگارگری براو چیره آمد و این بار برای همیشه با او ماندگار ماند.
سزان به پاریس بازگشت و چون در آزمایش برای درایی به دانشکدهٔ هنرهای زیبای پاریس درمانده ماند دگرباره بس آزرده‌دل گردید و از همه سختتر آنکه نگاره‌هایش برای نمایش در نمایشگاه پذیرفته نشدند. در این هنگام بود که با پیسارو آشنا شد. پیسارو برای سزان نه تنها یک استاد که بل یک دوست و همچون پدری دیگر بود. سزان دربارهٔ او همیشه به ستایش سخن می‌گفت و سی سال از آن پس از او به آوند «پیساروی فروتن و سترگ» یاد می‌کرد.>

### چرخهٔ ساختارگی ۱۸۸۰–۱۸۷۰

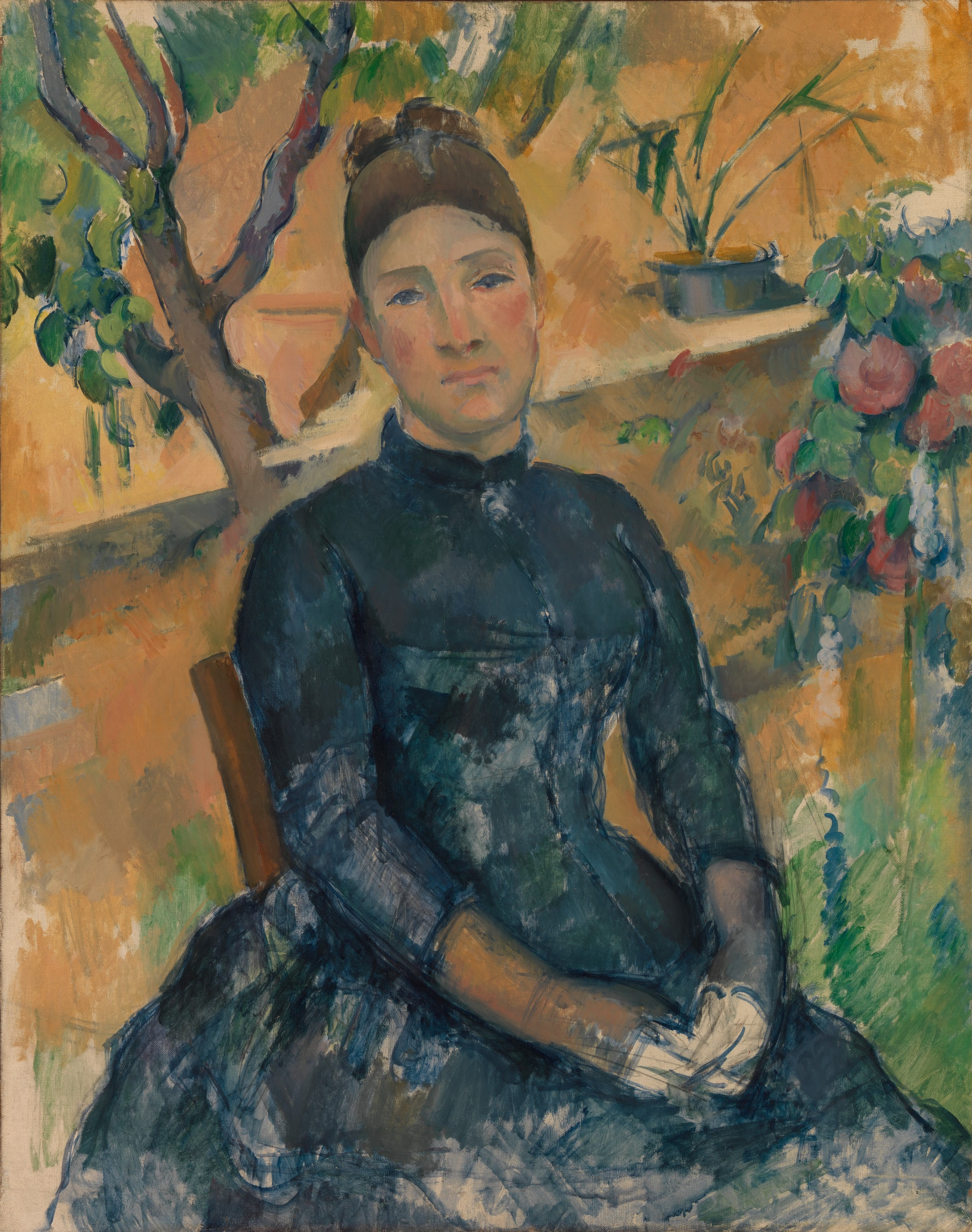
همسر سزان ارتنس فیکه Hortense Fiquet در گلخانه ۱۸۹۲–۱۸۹۱.

سزان سی ساله بود که شیوهٔ نگارگری خویش را دگرگون نمود. رنگ آمیزی سیاه و هوای مردهٔ پرده‌هایش گام به گام به رنگ‌های زندهٔ چشم‌اندازهایش دگرگون می‌شود؛ و در این میانه چرخه کارهای ساختارگی او آغاز می‌گردد. ویژگی کارهای این چرخه در گروه‌بندی پهلو به پهلو و زدش‌های قلم مویی شانه‌ای پدیدارست که می‌توانند نودشی از تنومندی و تنداری بیافرینند. هنایش پیسارو در کارهای سزان به روشنی بخشیدن رنگ‌های گذاشته روی تخته رنگش کمک نمود. سزان در درازای زندگی هنری خویش وفادارانه در برابر چشم‌اندازهای طبیعی ایستاد و نگارگری نمود.
در ۱۸۶۹ سزان با ارتنس فیکه دختری نگاره‌شو و دوزنده آشنا شد که معشوقه او گردید و تنها پسر او پل را در ۱۸۷۲ به جهان آورد. سزان در نخست به بیمناکی از پدر سختگیرش این راز را از خانواده اش پنهان داشت. هرچند این راز در ۱۸۷۸ بر ملا شد و او سرانجام با ارتنس زناشوییی گرفت و این اندکی پیش از مرگ پدرش در ۱۸۷۸ بود که در آن هنگام دیگر از رویارویی با پسرش دست کشیده بود.
در ۱۸۷۲ سزان همسر و فرزند خویش را باخود به پونتوآز شهرکی در شمال پاریس که دوستش پیزارو در آنجا می‌زیست برده بود. برای دو سال این دو نگارگر در کنار هم کار می‌کردند و پیزارو او را با در انگاشت گران Impressionist آشنا نمود و سرانجام در ۱۸۷۴ کارهای او در کنار کارهای آنان به نمایش گذارده شد. در این روزگاران بود که او در برخی از یکشنبه‌ها یا پنجشنبه‌ها که گاه گرد هم آیی‌های در انگاشت گران گروه بتینوی که از نگاره گرانی چون فردریک بازیل، لوئی ادموند دورانته هنری فانتین لاتور، ادگار دگا، کلود مونه، پیر اگوست رنوآر و آلفرد سیسلی به گرد ادوار مانه، ساختی گرفته بود می‌پیوست. اگرچه این گروه نگارگران پاریسی با خود پسندی‌هایشان و گفتگوهای پیچیدهٔ هنریشان او را که با لباس‌های زمخت شهرستانی می‌آمد و با لهجهٔ پر چاشنی و زبانی خام سخن می‌گفت و رفتاری نابرازنده داشت هرگز از خود ندانست.
ماری کاسات نگارگر آمریکایی در بارهٔ سزان در میهمانی شامی با او و گروهی دیگر از هنرمندان در روستایی نزدیک پاریس در پاییز۱۸۹۴ نوشته‌است: «رفتارش در آغاز مرا به شگفتی آورد. او ته تابه سوپ خویش را پاک کرد، سپس آن را برگرداند تا همهٔ چکه‌های مانده را توی کفگیرش به چکاند. او حتی استخوان‌های قلمه را به انگشت گرفت تا گوشتشان را از آن‌ها جدا کند… اما با همهٔ بی سپاسی اش به دستور نامهٔ رفتاری، او به گونه‌ای با ما به ارجمندی رفتار کرد که هیچ مرد دیگر را توان نشان دادن آن نبود.»
کلود مونه به یاد می‌آورد که یک روز سزان به کافهٔ گربوآ پاریس که جای گردهم آیی گروه بتینوی بود آمد و با همهٔ نگارگران در گرداگرد کافه دست افشرد اما همین که به ادوار مانه رسید گفت «آقای مانه من با شما دست نمی‌دهم چون هشت روزیست که خودرا نشسته‌ام».
او تنهامان بود و به دوستان و دوستداران و هنرمندان بدگمان بود: «می‌خواهند قلاب‌هایشان را در من فروکنند». او هراسناک بود که دیگر نگارگران می‌خواهند اندیشه‌ها و یافته‌هایش به ویژه در بارهٔ رنگ‌آمیزی را بدزدند و برآن بود که گوگن چنین کرده‌است. او دوست نداشت که کسی به او دست زندو حتی پسرش اگر که می‌خواست بازویش را بگیرد باید از او پروا می‌گرفت. از زنان بیم داشت «زنهای نگاره شو مرا می‌ترسانند» در یک هراز گاه که زنی نگاره شو را به کار گرفت همین که دید او تا نیمه‌برهنه شده‌است دهشت کرد و او را از نگارگاهش بیرون انداخت.
سزان پردهٔ خود " المپیای نوواً را در کنار کارهای در انگاشت گران در نمایشگاه نخست شان در ۱۸۷۴ در بلوار کاپوچین به تماشا گذاشت. این پرده که نیشخندی به پردهٔ المپیای ادوار مانه بود همانند کار مانه با سرزنش و پوزخند تماشاگران روبرو شد. که پتیاره نگاری آن کار را به خوارگردانی هنر گرفتند.
سزان در سومین نمایشگاه امپرسیونیسم در ۱۸۷۷ با شانزده پرده شرکت کرد که در بهترین جای نمایشگاه به تماشا گذارده شدند. اما پرده‌ها تماشاگران را ناخوش آیند بودند؛ و در زمره این تماشاگران دوراند روئل دلال هنری بود که این پرده‌ها را خام و ناسزاگر می‌دیدند. از سوی دیگر سزان خویشتن را از در انگاشت گران جدا می‌دانست و هرگز همهٔ ارته‌ها و هنجارهای آنان را نپذیرفت. او بر کارهای در امپرسیونیسم خرده می‌گرفت که هیچ گونه زیرساخت structure ندارند؛ و می‌گفت که بر آنست تا از دریافت‌گرایی «چیزی استوار و پایدار، همچون هنر در موزه هاً بسازد» و بازمی‌گفت که آرمانش آنست که «باز آفرین کارهای پوسن باشد در نپیتر (طبیعت)» و نوآوری‌های او از کارهای در پست‌امپرسیونیسم فراتر شد و اینک او را کنار پست‌امپرسیونیسم چون سورا، ون گوگ و گوگن در شمار می‌آورند.
برای سالیان دراز زیستهای خاموش و چشم‌اندازها آوندهای هسته‌ای کارهای او بودند. او بیش از دویست هم‌چیدگی از زیستهای خاموش آفرید تا آنجا که می‌گفتند «سزان می‌خواهد بر پاریس با یک سیب چیره شود».. سزان در نگرشی بلند هنگام، به نازک بینی در مایه و رنگ چشم اندازها و زیستهای خاموش خودرا به دگرگونی نگاره می‌کند و می‌کوشد تا ریختهای زیرساختی همچون استوانه و هرم و کره را در آن‌ها یافته و آشکار سازد. او بر آنست تا با قلم موی خویش رسانایی دهد به پیوند میان‌گشتگی و انگارهٔ نمایشگر آن.

### چرخهٔ تنهایی و آفرینش روشنایی: کارهای ۱۸۹۰–۱۸۸۰

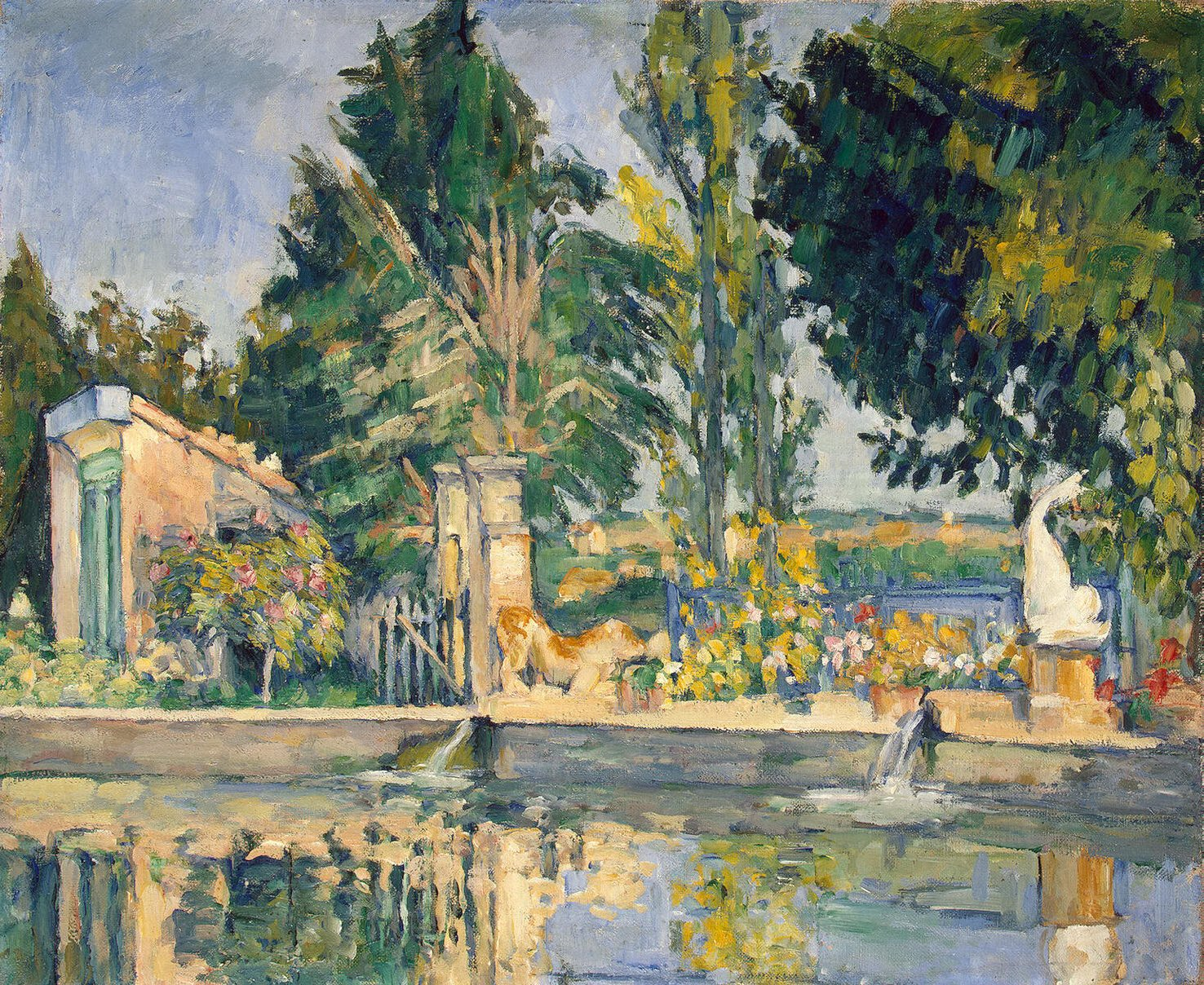
استخر در جاس دو بوفان، سال ۱۸۷۶

در سال‌های ۱۸۹۰–۱۸۸۰ سزان به اوج آفرینندگی خویش نزدیک شده بود. مرده ریگ پدر او را از نگرانی بینوایی رهایی داده بودو او روزگار خویش را به نگاره‌گری می‌گذراند. در این چرخه او با برنارد و گوگن و ونگوگ در پیوند بود و روزگار زندگی را به تنهایی با خانواده اش در آیکس سر می‌کرد و به دل نگرانی از بیماری و تنگ‌چشمی و ناخن‌خشکی نامی شده بود. اگرچه در نیمهٔ دوم این دهه او بیشتر از گاهان خویش را در پاریس سپری می‌کرد و شاهکارهای خویش همچون نو جوانی با جلیقه سرخ، گلدان آبی رنگ، و ماردی گرا، و بسیار از چیدگی‌های پرده‌های بزرگ تن شویان را آفرید. ارتهٔ او از ریشه دگرگون شد و ریخت‌ها و رنگ‌ها در چیدمانهایی پرده آنچنان سامان گرفتند تاکه بهترین هماهنگی را در بستگیی باستانه فراآورند. در پردهٔ زنی با قوری قهوه او رنگ‌هایش را در لایه‌هایی نازک بر روی هم می‌گذارد تا سنگینی و ناسازگاری همچون پرده‌های آبرنگ بیافریند.
فراتر از همه، پرده‌های زیستهای-خاموش سزان هستند که بنیانی‌ترین بهره‌گیری‌های او را از پژو هش‌هایش در وست‌ها ی میان رویه و ژرفا را نمایان می‌دارند. برای نمون در پرده‌های سیبهاش در روی ظرف چیدمانهایی نگاره هستی سیب‌ها را در پیوند با همهٔ اتاق و نه تنها با میز چوبی زیر ظرف نمایان می‌کند. تماشاگران می‌پنداشتند که او طراحی یادنگرفته ولی کژگاری‌های او همه از سر آگاهی ست. او گلدان آبی رنگش را کج می‌داردو یا دستهٔ یک کوزه را درازتر می‌کشد ویا یک ظرف یا کاسه را سربه پایین می‌کشد آنچنان که گویی به ترازا روی میز گذاشته نشده تا به تماشاگر ارجمندی و برازایی ریخت‌ها رادر ترازی هوشمند نشان دهد.
در سال‌های فرجامین دههٔ ۱۸۸۰ سزان روشنایی ویژه‌ای را آفرید که در نپیتر (طبیعت) هرگز پدیدار نیست. او با این آفرینش به سر انجام راه خویشتن را از در انگاشت گران برای همیشه جدا نمود. از این پس تنها برایش او آن بود که این روشنایی را با ارته ساختایی خویش به هماهنگی آمیخته دارد. او شیوهٔ سازندگی رویه‌های رنگین خویش را در لایه‌های گوناگون برای پدیدآوردن سنگینی به همراه روشنایی ویژهٔ هر پرده در چشم‌اندازهای سال‌های پایانی این دهه آزمون نمود؛ و این تلاش به برازایی در پرده‌های پشت سرهم او از کوه سنت ویکتوار به کامیابی رسید. او این کوه را بیش از شصت بار در پرده‌های رنگ و روغن و آبرنگ نگاره کرد و در هر آزمون نمایش کوه را ساده‌تر نمود و روش پذیرفته شدهٔ نشان دادن ژرفا با خط‌هایی که در چشم‌انداز به هم می‌رسند را به دور ریخت. سزان خط افق را پایین آورد و رویه‌های افقی و عمودی را با یکدگر آمیخت و آن‌ها را با گام‌های گوناگون رنگی به هم پیوست تا روشنایی ویژه اش را فرا آورد و با این شیوه همهٔ پیمان‌های پیشینهٔ نزدیکی و دوری و ژرفا را که از گاهان رنسانس بر نگاره‌گری فرمانروا بودند به زیر پا نهاد.

## سزان و زولا: داستان دو قمار باز

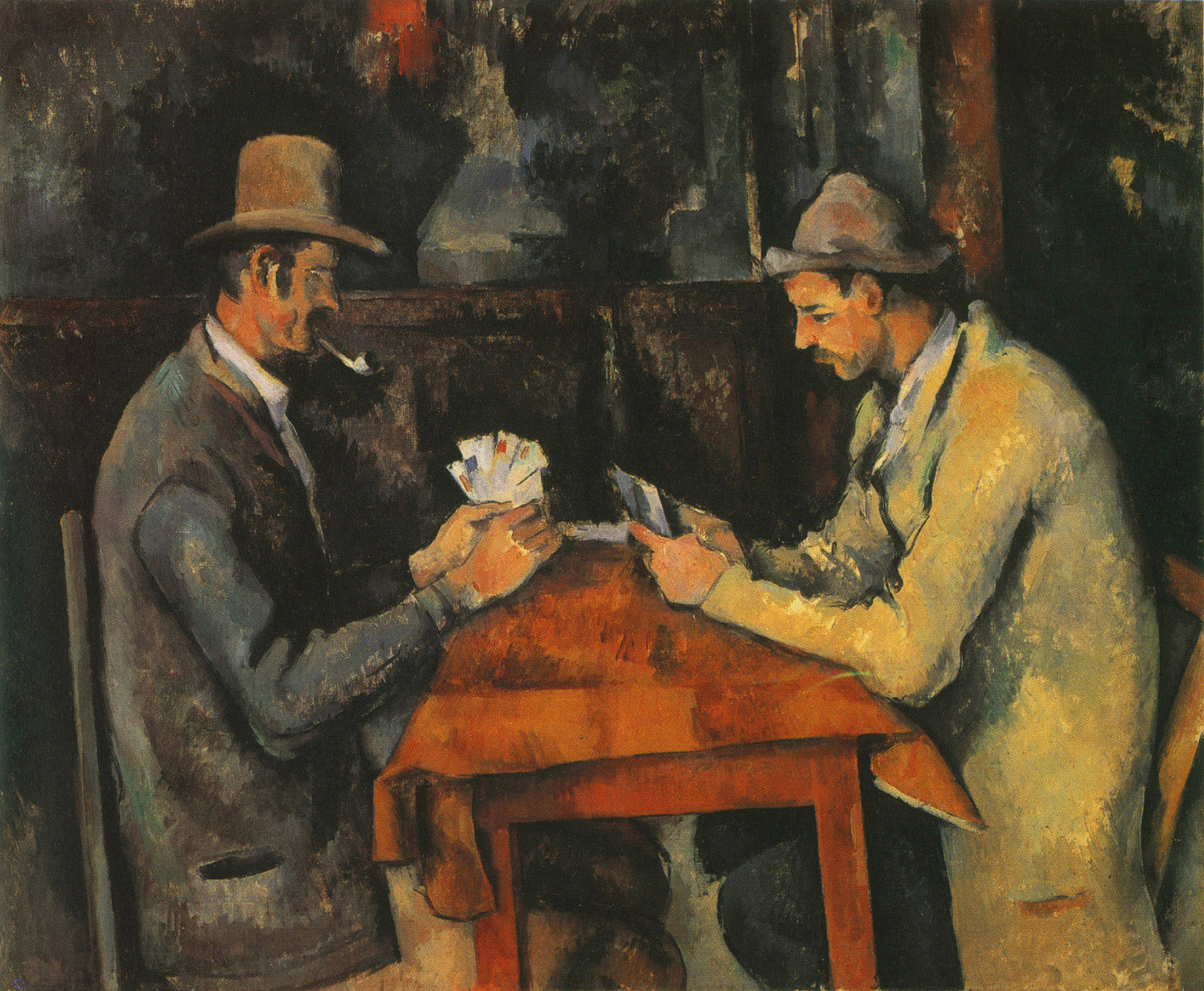
ورق‌بازان(۱۸۹۰ تا ۱۸۹۲ میلادی) رنگ روغن روی بوم، 60 در 73 سانتی متر، مؤسسه هنر کورتول، لندن

در ۱۸۸۶ امیل زولا نسخه‌ای از کتاب داستان خود «شاهکار» را برای دوستش سزان فرستاد. شاهکار، داستان زندگی در پاریس، در چرخهٔ امپراتوری دوم است که بخشی از زندگی خود زولا را نمایش می‌دهد. زولا چند سال پیش از نوشتن این داستان در میانهٔ نقاشان و مجسمه‌سازان پاریس به آوند بازکاوی گستاخ و بپاخیز نامی شده بود زیرا او از سوی گیران پرشور و آتشین مکتب «نقاشی در هوای آزاد» بود که ادوار مانه نخستین پایه‌گذار آن مکتب بود. در هنگام نمایشگاه سالن ۱۸۸۶ بود که زولا به آوند یک بازکاو هنری با زبانی تیز و برنده به پشتیبانی از مانه برخاست و با باوری سهمگین از مانه که هنوز حتی او را ندیده بود به آوند نگاره‌گری که بر او بیداد شده‌است به دادستانی برخاست. در داستان شاهکار کساور نخست کلود لانتیه نماینده‌ای از کسگانه‌های مانه و سزان بود. داستان کودکی کلود یادآور گذشته‌هایی بود در شهر آیکس و در کنار رود آرک، گذشته‌هایی که زولا و سزان و دوست دیگرشان باستی با هم داشتند. زولا در «شاهکار» می‌نویسد: 
«هنگامی که کلود و دو دوست دیگرش دوازده سال داشتند شیفتهٔ آن بودند که در ژرفترین بخش‌های رودخانه بازی کنند. آن‌ها همچون ماهیها شنا می‌کردند و سپس برهنهٔ برهنه در همهٔ روز روی شنهای سوزان دراز می‌کشیدند و سپس دیگر بار به درون آب می‌جهیدند»

 زولا در این داستان از دلسردی‌ها و دل نگرانی‌های سزان پرده برمی‌دارد و بیم او را از ناکامی در تلاش خستگی ناپذیرش در کار کردن روی پرده‌هایش و دو باره و دیگر بار بازکاریش نشان می‌دهد. زولا می‌نویسد: 
«او به خوی پیشینه اش دودلی و بی باوری بازگشت.. هر پرده را که پذیرفته نمی‌شد پرده‌ای بد می‌خواند. این نودش سستی او را آسیمه و آزرده می‌داشت. آنچه که اورا بی تاب می‌کرد این بود که هرگز نیروی هویداگری خویش را به شایستگی نداشت زیرا که توان آفرینندگی او از زایش یک شاهکار سرباز می‌زد…و چون این آشوب‌ها بیشتر و بیشتر و به پشت سرهم رخ می‌داد او هفته‌ها را به شکنجه دادنی سخت به خود سر می‌کرد، و آویخته میان امید و دودلی و همهٔ ساعت‌های آزارنده راکه با شاهکار شورشی اش به کشمکش می‌گذراند با این رؤیا بردباری می‌کرد که روزی که دستهایش از بند زنجیرهای ناپدیدار کنونی رها شده باشد نگاره‌ای خواهد کشید و آن پرده او را به بایستگی خرسند خواهد نمود.» 
چنان می‌نمود که زولا در داستان «شاهکار» سزان را هنرمندی سرخورده و پایان یافته می‌شناساند و راز پیوندهای ناشیانه و خشک او را با زنان بر ملا می‌کرد. در پس از رسیدن این کتاب به دست سزان او این نامهٔ کوتاه و خشک را برای زولا فرستاد:
«من از نگارشگر روگن ماکار سپاسگذارم برای این یادآور یادها و از او می‌خواهم تا به من پروا دهد تا دستهایش را بفشرم در این دم که به سالهای گذشته می‌اندیشم. همیشه از آن شما در زیر انگیختهٔ گاهان سپر شده، پل سزان»
 و با این نامه برای همیشه به دوستی خود با زولا پایان داد.
در میان سال‌های ۱۸۹۲–۱۸۹۰ سزان سه پرده از دو مرد ورق باز نگاره کرد که بسیار از نگاره گران کسگانهٔ او و زولا را در این پرده‌ها می‌بینند و شاید ورق بازان پاسخ سزان به «شاهکار» زولا بود. دو ورق باز در این پرده در اندیشه‌ای ژرف فروشده‌اند. زولا کسگانهٔ دست چپ در این پرده به همه گی در پرده باشش دارد. سزان در نماد کسگانه دست راست باششی کناره‌ای دارد با این همه شگفت اینکه او به تماشاگر نزدیکتر می‌نماید. او بخش بزرگتری از میز بازی را فراگرفته، سر به پیش خم کرده و نگرانتر می‌نماید. زولا خونسرد و پر باور به بازیگری خود به راست گونه نشسته و تنش با راستای دیوارهٔ افقی و پایه‌ها ی میز چار چوبی برازا برای پیرامون خویش ساخته که با کلاه شق و رق و لباس بی چین و چروکش هماهنگ است. اما سزان با کلاه تاب خورده و لباس ناوار خود در آن چارچوب نمی‌گنجد. در هر بخش کوچک این پرده نشانی از رویارویی به چشم می‌خورد. پرده سوم که پرده پایانی و بهترین ازورق بازان است اینک در موزه لوور است و به آوند یک شاهکار شمرده می‌شود.

### چرخهٔ استادی و فرزانگی ۱۹۰۰–۱۸۹۰

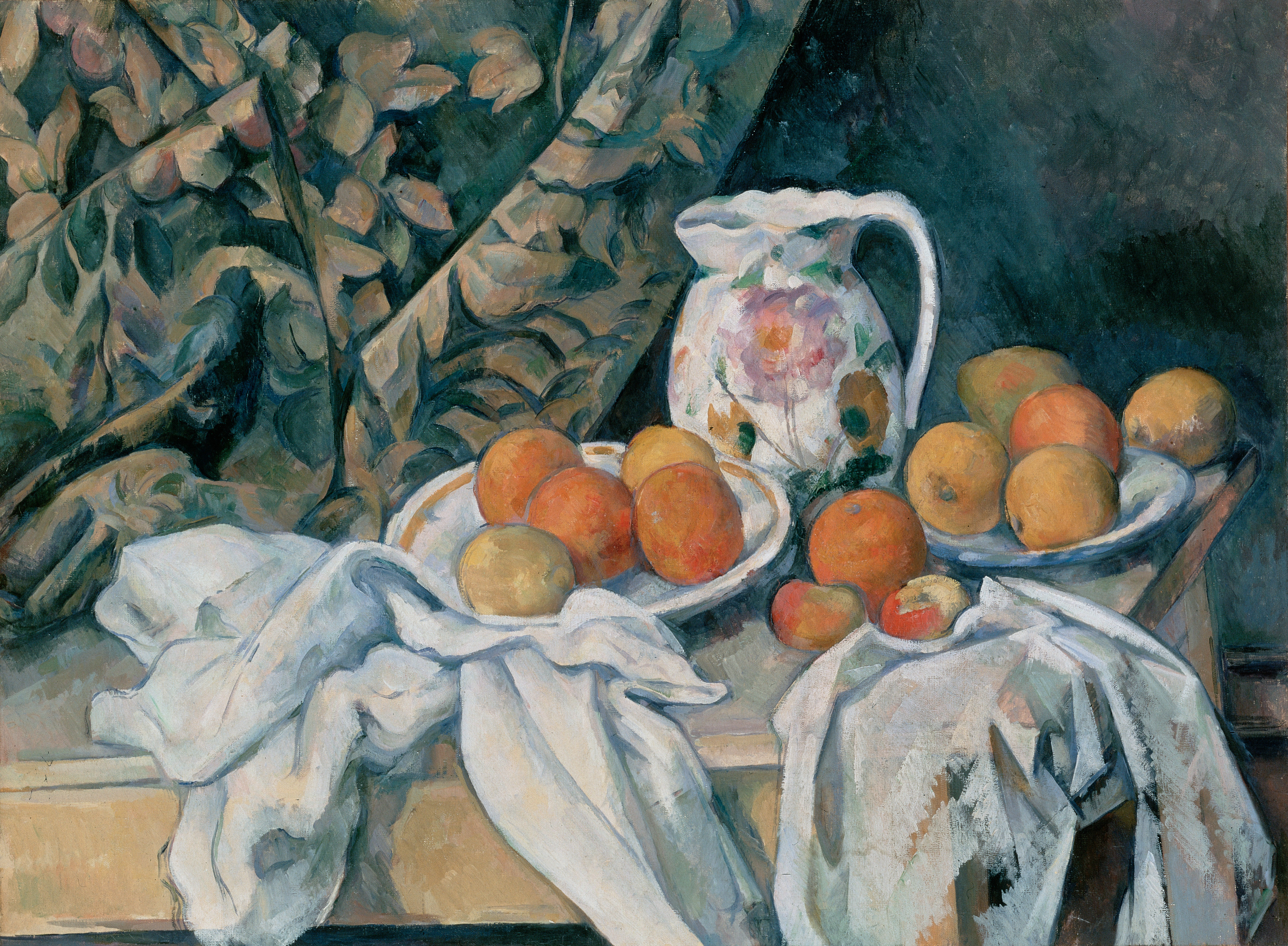
زیست خاموش با پرده (۱۸۹۵) در این پرده روند فزایندهٔ سزان به سوی فشردگی فرم‌ها و تنش پویا میان اشکال هندسی او نمایان است.

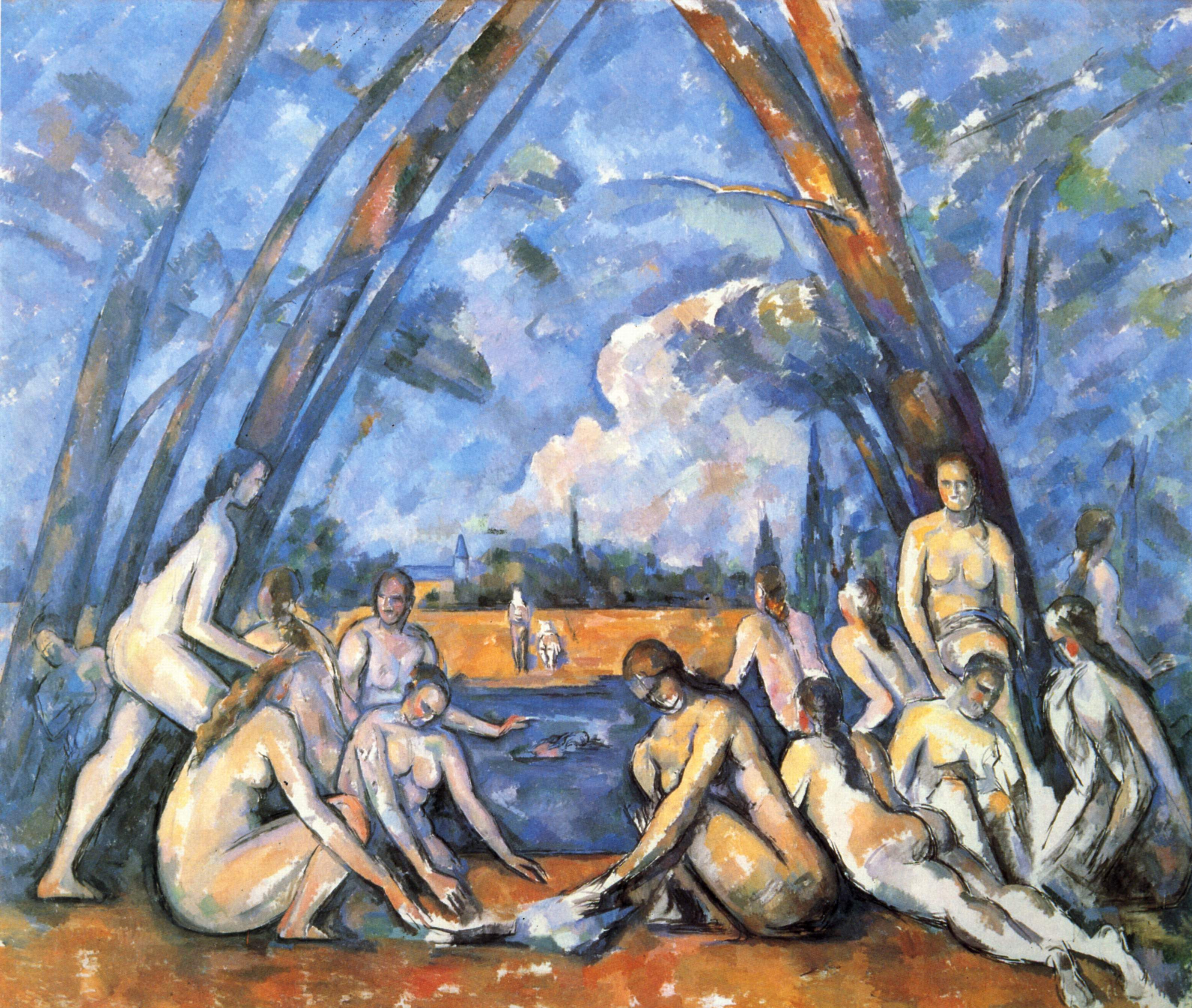
از تن‌شویان بزرگ، به‌عنوان یکی از شاه‌کارهای هنر مدرن یاد می‌شود.

در دههٔ ۱۸۹۰ سزان کارهایی چون لاله‌ها و سیبها، ورق بازان، زیست خاموش با سبد سیب، پسری با جلیقه سرخ، چهره‌نگار گوستاو جفروی، زیست خاموش با فلفلدان، زیست خاموش با کیوپید گچی، زیست خاموش با سیب و پرتقال، دختر جوان ایتالیایی، خانه با دیوار ترک خورده، کاج بزرگ، خم جاده در مونت گرو و بسی دیگر از شاهکارهای خویش را آفرید. با این همه او در گمنامی به‌سر می‌برد. اما به ناوابستگی خویش خو کرده بود و تنها آنچه را که دوست داشت و به شیوه‌ای که دوست داشت نگاره می‌کرد و اگر کسی را ناخوشایند می‌یافت از دیدن او سرباز می‌زد چنان‌که از پایان دادن به چهره‌نگار گوستاو جفروی خودداری نمود و آن را نیمه کاره رها کرد زیرا که هنگامی که جفروی در برابر او می‌نشست از کلمانسو سخن می‌زد و سزان از او بیزار بود.
در سال ۱۸۹۱ میلادی، سزان به بیماری قند مبتلا شد و بناچار برای درمان به سوئیس، ویشی و سپس به تالوار رفت که درآنجا دریاچه آنسی در اوت سووآ را به پرده کشید. به فرجام امبروز ولارد یک نمایشگاه تک-تنه از کارهای او را در سال ۱۸۹۵ در نمایشگاه خود سامان داد. سزان پرده‌هایش را از چار چوبشان جدا کرده و آن‌ها را لوله شده به نمایشگاه ولارد فرستاد. اگرچه این نمایشگاه صدایی نکرد اما بسی از نگارگران جوان را بسوی سزان درکشید؛ و چون سزان به هر از گاه دیده می‌شد باششی افسانه‌ای از خود برانگیخت. در پایان این دهه بسیار از نگار گاران پیشرو او را به آوند «فرزانه» ارجمند می‌داشتند.
در ۱۸۹۷ مادرش درگذشت و لو جاس دو بو فان را به او گذاشت؛ ولی او را تاب بردن بار یادهای آن خانه نبود.

## سالهای پایانی
در سال‌های پایانی زندگی زناشویی سزان با همسرش ارتنس بی آرام و پرتنش بود. بسا هنگام که از هم جدا می‌زیستند. پس از مرگ مادر شوهر ارتنس چندگاهی با پسرش پل به پیش سزان بازگشت اما پرخاش‌ها و ناخرسندی‌ها از سرگرفته شد. ارتنس یادداشت‌های مادر شوهر خودرا پس از مرگش سوزاند و سزان در خواستارهٔ مرگ خویش همه دارایی خود را به پسر بخشید و ارتنس راهیچ نگذاشت. سزان در جهان نگاره‌های خویش آرامش می‌یافت و از این روی بود که در ۱۹۰۲ خانه‌ای به همراه یک کارگاه نگارگری برای خود بر فراز تپه‌های آیکس ساخت. هنگامی که برای نگارگری به هوای آزاد می‌رفت همچون کشتگران جامه بر تن می‌نمود و با گاری اسبی که با مخمل سرخ آراسته شده بود به جایگه نگاره‌گری می‌شد.
در سال‌های ۱۸۹۹ و ۱۹۰۱ از او درخواست شد که در نمایشگاه ناوابستگان پرده‌هایش را به نمایش بگذارد و این نشان از نام‌آوری او بود و موریس دنی که از دوستداران کارهای او بود پردهٔ در ستایش سزان را کشید نه در نمایشگاه بروکسل در ۱۹۰۱ به تماشا گذاشته شد؛ و دنیس بود که او را به نمایش در سالون پاییز Salon d' Automne پاریس زیر آوند درخواند و این نمایشگاهی بس کامیاب بود و بسیار از تماشاگران که می‌پنداشتند سزان درگذشته‌است از این که او را هنوز در میان خویش می‌دیدند به شادی می‌آمدند و برای سزان این مایهٔ خرسندیی دیر رسیده بود و این شناسایی با نمایشگاهی که ولارد برای او زیر آوند نمایشگاه یادمان سزان در ۱۹۰۷ برآورده شد به اوج رسید.

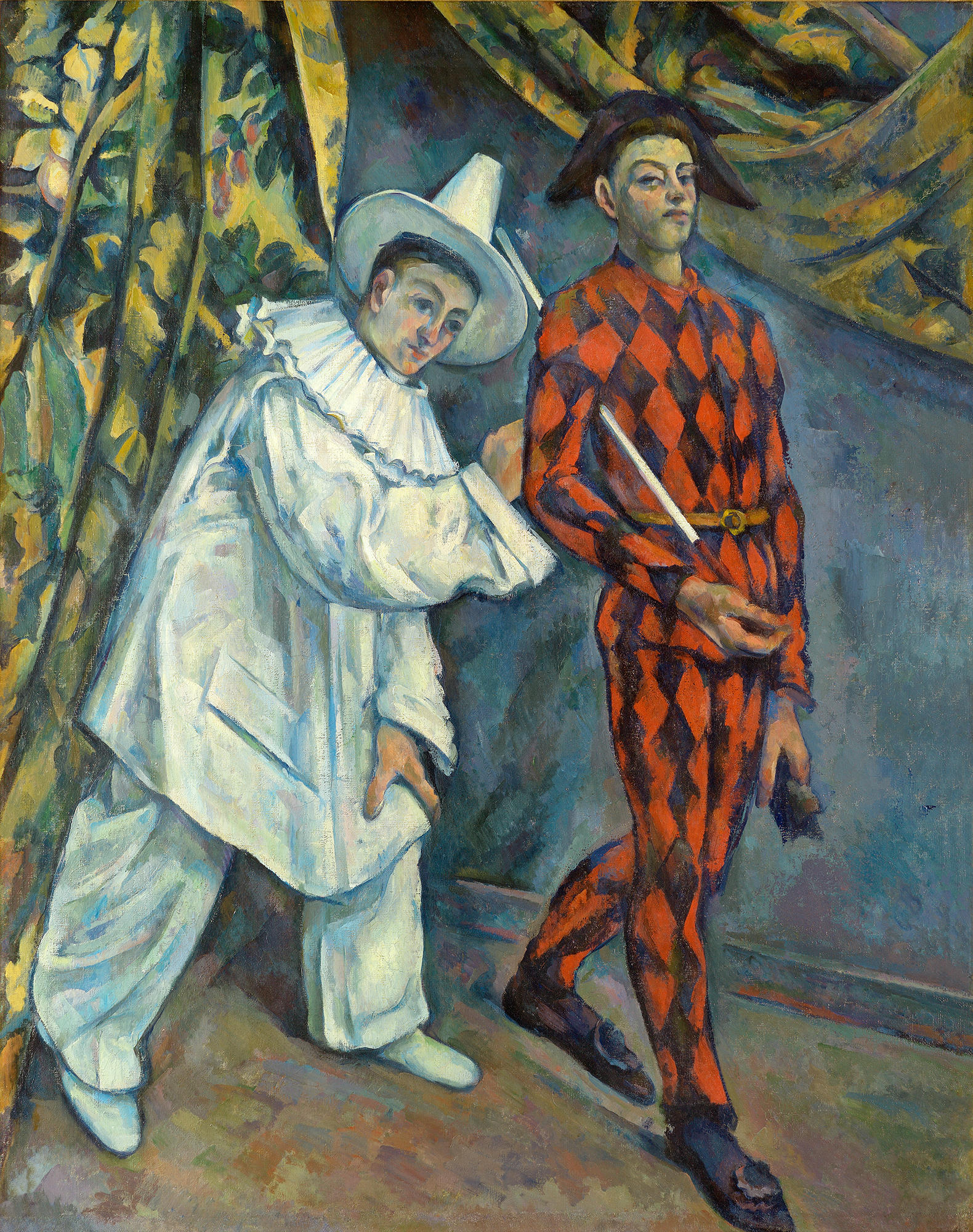
ماردی گرا، ۱۸۸۸ م. موزه پوشکین

و او همچنان آزمون‌های نگارگری خویش را پافشارانه دنبال می‌کرد ومی گفت که آرزو دارد تا «منحنی‌های اندام رنان را با شانه‌های تپه‌ها به پیوند آرد» و می‌نوشت که «هنگامی که رنگ در توانگرترین خویش است ریخت به برترین برازایی می‌رسد». تا آنکه در یک روز بارانی هنگامی که با افزار نگارگری بر پشت خودرا در جاده‌ای گل آلود به پیش می‌کشید به سکته دچار آمد و در کنار جاده بر زمین غلتید. یک گاری لباس‌شویی کالبد نیمه جانش را از زمین برگرفت اما او یک هفته از آن پس به سینه پهلو در شصت و هفت سالکی درگذشت.

### داوری: هنری که آفرینندهٔ هنر ست
سزان بی‌گمان از نگارگران بس هشیار و اندیشمند است. او برآن بود که به گونه‌ای نمایانه‌ای از ریختار بیافریند و تماشاگر را وادار کند تا باور کند که او به ریختارهایی که به راستی در جایی بوده‌اند می‌نگرد اما او همچنین می‌خواست که تماشاگر فراموش نکند که آنچه در برابر اوست نمایانه‌ای بیش نیست. پیش از سران نگاره گران پس از رنسانس می‌خواستند که تا آنجا که شدایی داشت ریختارهایی همتا و همگون با آنچه می‌دیدند را در پرده‌های خویش بازسازی کنند. برای سزان این هنری بود که می‌خواست خود هنر را در یک پرده از تماشاگر پنهان دارد ولی سزان را برایش آن بود که هنر را در پرده‌های خویش آشکاری دهد و این به دریافت هنر شناسانی چون کیث رابرتز «هنری ست که هنر می‌آفریند.»

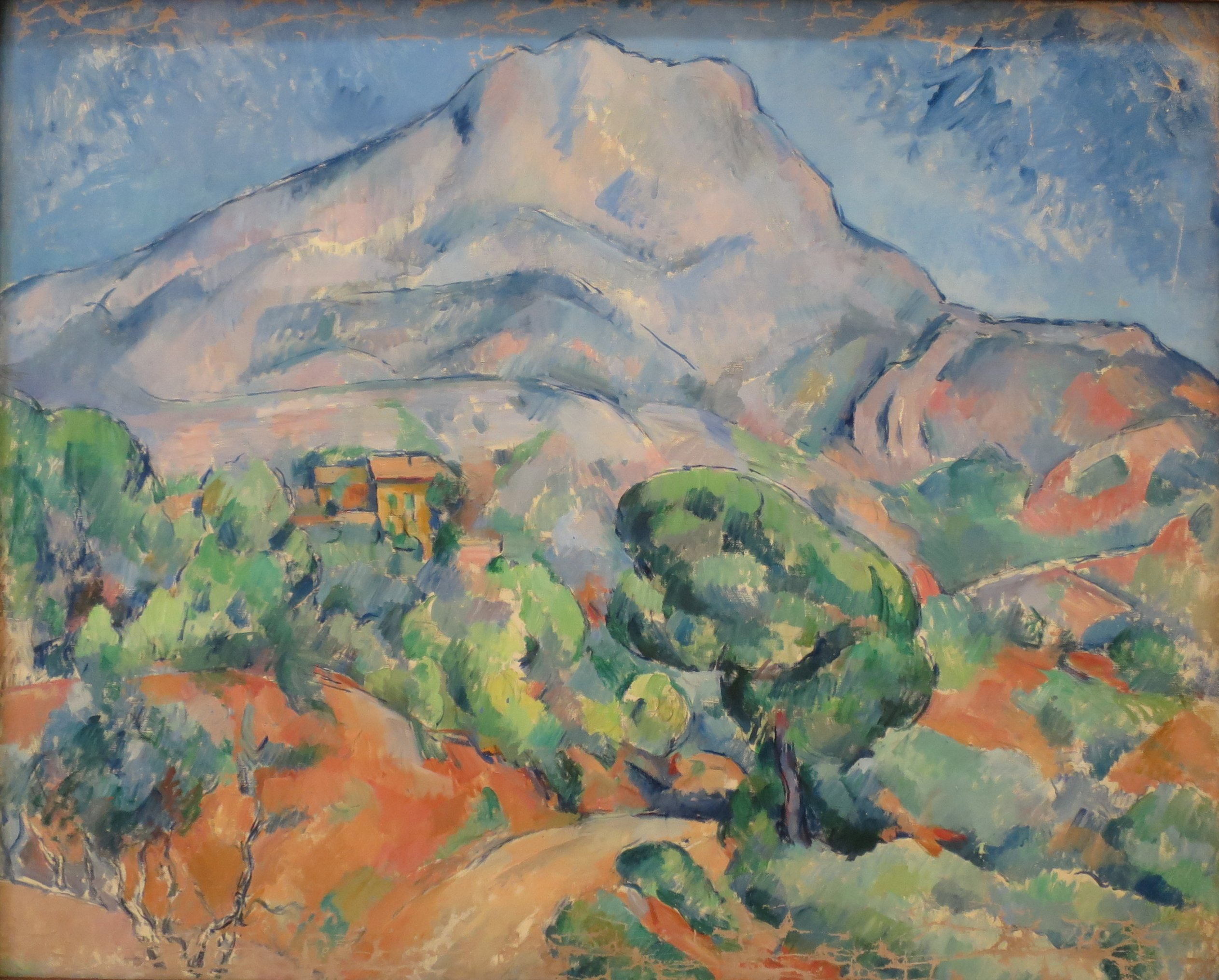
جاده‌ای روبروی کوه سن ویکتوار، روشنایی ویژهٔ سزان را هرگز نمی‌توان در چشم‌اندازی یافت. ۱۹۰۲–۱۸۹۸.

پژوهش دیداری سزان پژوهشی بسیار پیچیده و بنیانی است زیرا او بر این باور ست که دچارش‌های بسیاری را در نگاره‌گری می‌بایست چاره کرد. هر زدش رنگ سزان به پرده می‌باید که با خود بار همهٔ باورهای او را برساند. او به قلم‌گیری و راستاپردازی پیرامونهٔ در کارهای نگار گران پیشین ناباور بود. به گفتهٔ او «راستا پردازی ناب، گونه‌ای هم‌پاشیدگی است» راستاپردازی پیرامونهٔ و قلم‌گیری کناره‌ها در نپی تر و طبیعت دیده نمی‌شود زیرا به باور او همه چیز در نپیتر رنگ دارد. در گفتگویش با امیل برنار گفت:
" در همانگاه که نگاره می‌کنیم داریم راستا ی پیرامون را پرداخت می‌کنیم. هرچه رنگ هم آهنگتر شود پیرامونه پردازی هم درستتر و نزدیکتر می‌گردد. هنگامی که رنگ توانگر است، ریختار به والا یی رسیده‌است.
زدایی و پیوند سنگینی‌ها راز راستاپردازی و ریختار ست."

نیرومندی هسته‌ها ی انگاشت در هنر سزان، اینکه می‌توان هر بخش آن را زیر پژوهش و کاوش آورد و در هر زدش قلم موی او برایش و بایشی هوشمندانه و اندیشمند یافت کارهای او را در تراز شاهکارهای جاودانه می‌نهد. کارهای راهنمای آموزشی بسیار از نگاره گران گردید که تنها شماره‌ای اندک از آنان همچون پیکاسو، براک و ماتیس در پیروی از او به سرفرازی و کامیابی رسیدند و آن بسیار از دیگران سر خورده و فراموش شده ماندند زیرا هرگز در نیافتند که کارهای سزان آمیزه ایست شگرف و پر شگفت از اندیشاری و کنجکاوی و شور و دل‌نگرانی و کاوش و نگرش‌ها و خیره ماندن هاو آزمون‌ها و از خودگذشتگی‌ها؛ و در پایان دستاوردهای سترگش آنچنان آشکار بود که به جواکیم گاسکه گفت: «من خیلی پیر هستم، خیلی زود آمدم ولی من گذرگاه را نشانه گذاشتم و دیگران آن را دنبال خواهند نمود.»

## نگارخانه

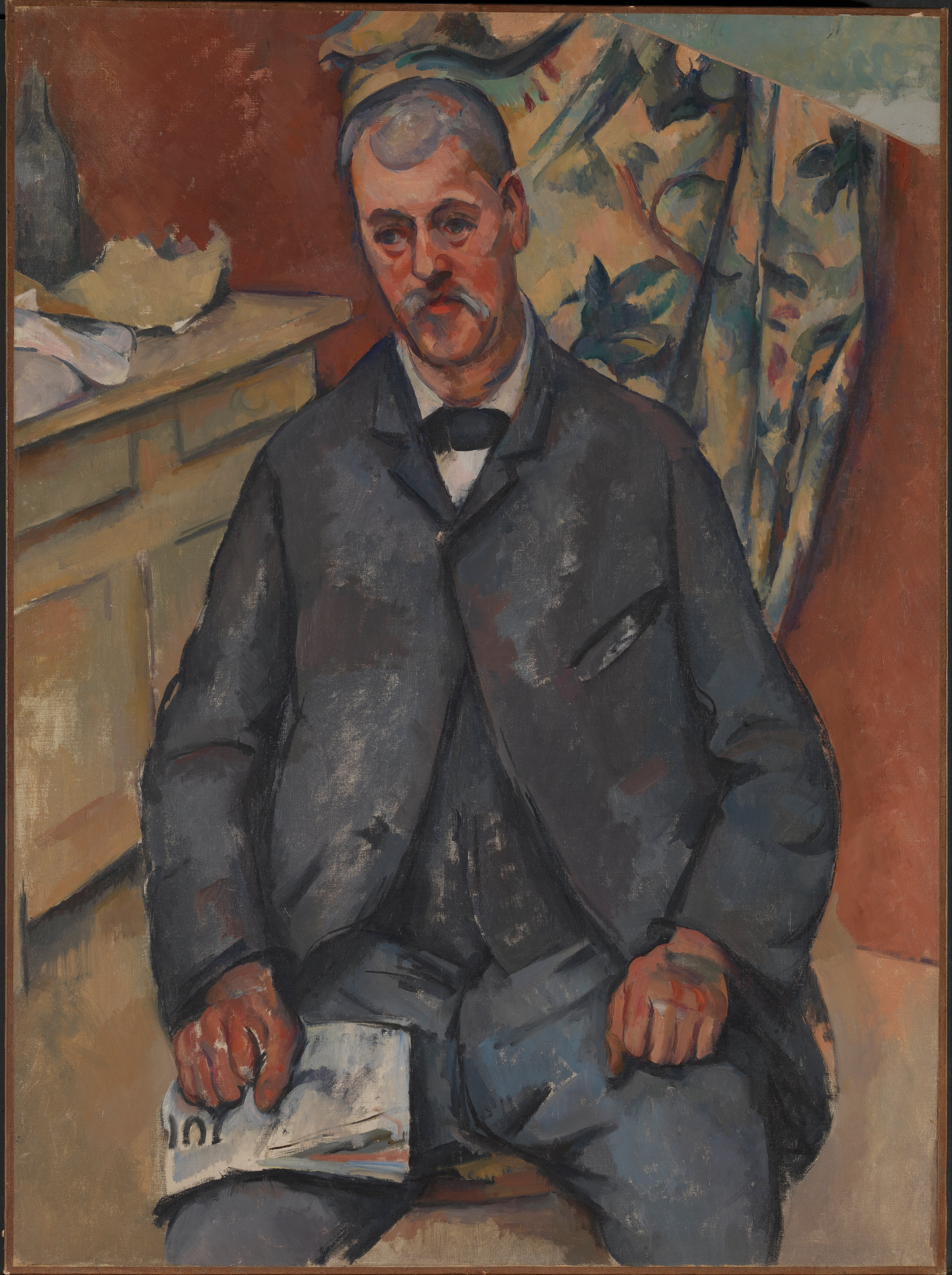
مرد نشسته بین ۱۸۹۸ الی ۱۹۰۰ م. گالری ملی نروژ
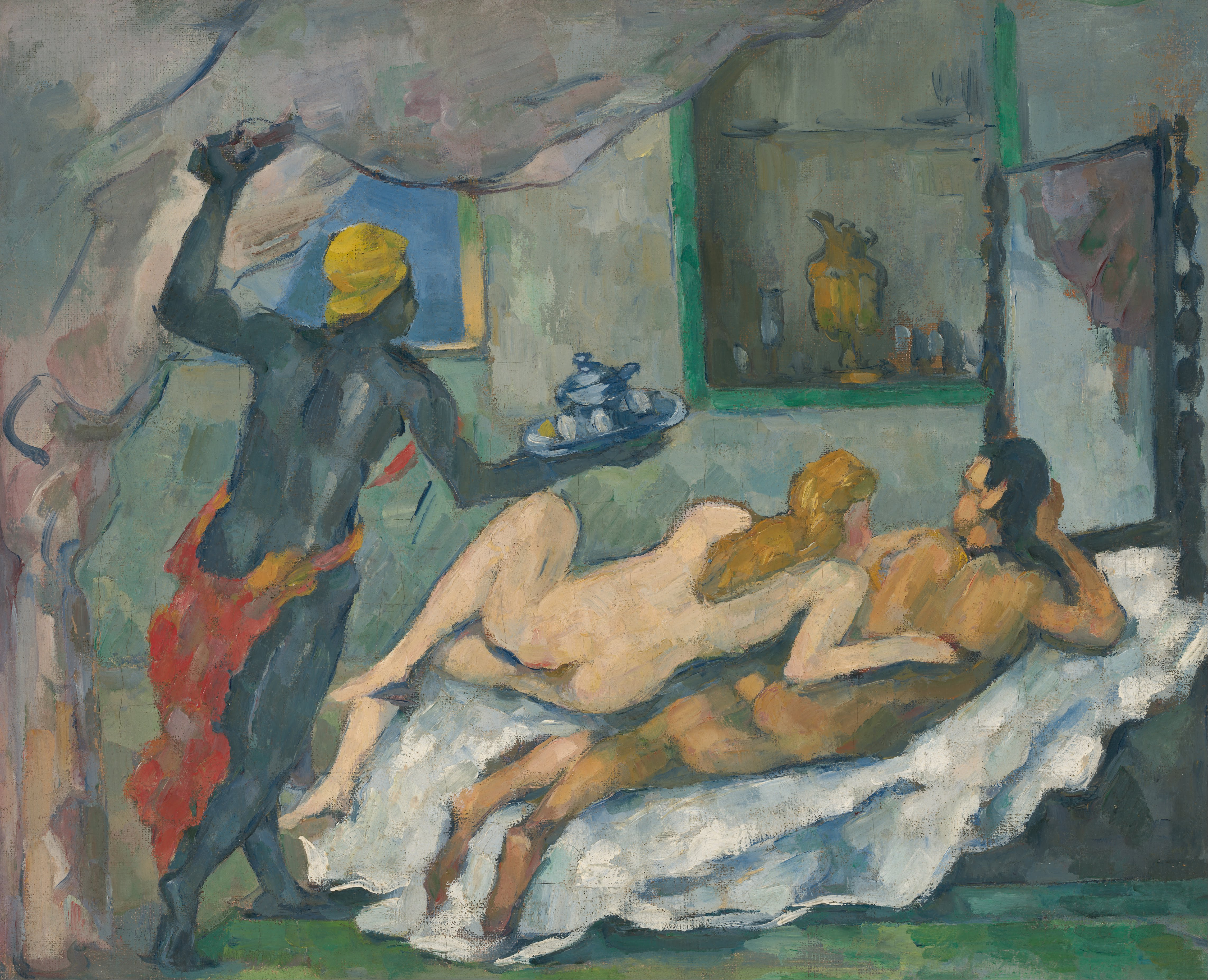
بعدازظهری در ناپل
حوالی ۱۸۷۵ م.
نگارخانه ملی استرالیا